# 布舍韋
49°38′18″N 30°35′37″E / 49.63833°N 30.59361°E
布舍韋（烏克蘭語：Бушеве）是位於烏克蘭北部的村莊，由基辅州白采爾克瓦區的羅基特內市鎮負責管轄。該村處於羅斯河畔，始建於1740年，面積10平方（3.9平方英里），海拔高度167（548英尺），2001年人口824。

## 外部連結
- Историческая информация о селе Пруссы (Бушево) （页面存档备份，存于） （俄文）